# 高町奈葉
高町 奈葉，是日本遊戲《三角心3 〜Sweet Songs Forever〜》女角色和續作《三角心3 莉莉卡露玩具箱》女主角，日本動畫《魔法少女奈葉》女主角、《魔法少女奈葉A's》和《魔法少女奈葉StrikerS》中的主角之一，日語配音員為田村由香里（《三角心3》為北都南），國語配音員為李涵菲。

## 人物

### 無印（TV第一期）與A's（TV第二期）中的奈葉
初登場年齡為9歲，原作生日是3月15日。居住於海鳴市，就讀私立聖祥大學附屬小學三年級；左撇子，擅長數理，不擅體育。
她是一位開朗、溫柔且善良的女孩，富有正義感，無法對他人的寂寞和悲傷視而不見，習慣隱藏心事。
由於幼時與亞理沙以及鈴香結為朋友的經過，使她有著行動前傾聽對方想法的前提。不論是無印中的菲特·泰斯塔羅沙、A's中的守護騎士，奈葉的耐心與言語都讓她們產生改變。

### StrikerS（TV第三期）中的奈葉
登場年齡為19歲，任職於時空管理局武裝隊，擔當職位為航空戰技教導官，階級為一等空尉（空戰魔導師，階級上尉）。
與菲特·泰斯塔羅沙、八神疾風一同被認為是管理局的王牌（ACE），在武裝隊內部更有著「王牌中的王牌（ACE of ACE）」的稱號。
由於她的專業與盡職，贏得了上司與下屬一致的信賴與好評；雖然在戰技訓練上相當嚴格，但卻也是位體恤下屬的長官。
轉任至機動六課的戰技教導官，兼任「Stars」分隊的隊長。
她的性格依舊開朗與溫柔，但是多了一份經歷滄桑後的堅強。

### 「三角心3 ～Sweet Songs Forever～」的奈葉
居住於海鳴市，就讀私立聖祥大學附屬小學二年級，為咖啡廳「翠屋」的第二代預定接班人。設定上並非魔法少女，也僅露面幾幕，這是高町奈葉首次亮相。

### INNOCENT（漫畫版）中的奈葉
更改為無印最初的普通小學生，就讀海聖小學四年級。
擅長科目與無印類似，但不同的是擁有著強大的武術底子。
與亞麗沙·巴寧斯、月村鈴香一同踏入「Brave Duel」的遊戲世界，在遊戲中的等級為N，屬性為「神聖」，服裝則是稀有的「白」。

## 故事

### 無印（TV第一期）
高町奈葉，一個普通的小學三年級生，意外地與一隻不可思議的雪貂尤諾·斯克萊亞相遇後，受領了旭日之心 (加裝彈藥系統後稱為烈日之心) 成為魔法少女，捲入了被後世稱為寶石種子事件或普蕾希亞·泰斯塔羅沙事件的一連串風波。
為了幫助尤諾·斯克萊亞封印寶石種子，以及拯救雖為敵人卻看似悲傷的同齡少女菲特·泰斯塔羅沙，奈葉決定挺身戰鬥。
其後與菲特·泰斯塔羅沙結為摯友。

### A's（TV第二期）
奈葉遭受四名自稱「守護騎士」的魔道師突如其來的攻擊，捲入了闇之書事件，之後決定與摯友菲特一同協助時空管理局。
與行動不便的少女八神疾風相遇，逐漸發掘出驚人的真相。
事件結束後的六年，升上私立聖祥大附屬中學三年級的奈葉，決定成為時空管理局武裝隊的戰技教官。

### StrikerS（TV第三期）
回溯故事開始的四年前，奈葉於一次機場火災事件中救出年幼的昴‧中島。
之後接受了闇之書事件後成為好友的八神疾風邀約，轉任獨立部隊機動六課，兼任教官與「Stars」分隊長(星晨1號)。
率領昴·中島、蒂雅娜·蘭斯特等年輕的魔法少女一同訓練，並解決謎樣的機械兵器與太古遺產相關的一連串事件；期間與薇薇歐相遇。
機動六課解散後婉拒了升官，繼續回到原崗位從事教官一職，並正式收養了薇薇歐。

## 有關奈葉的名字
儘管在最初的原作《三角心3 莉莉卡露玩具箱》的設定集中，明確地寫菜乃葉這三個漢字，但奈葉的母親高町桃子曾說『“菜乃葉”這名字太硬』而沒有採用；然而真正原因卻在後來的結局特典中提到——魔法少女的名字向來是不用漢字的……

## 奈葉的魔法相關資料
法器：旭日之心(無印、A's前期，或譯升騰之心)→烈日之心(A's後期、StrikerS)
法器型態：流星模式(中近距離戰鬥)&砲擊模式(遠距離砲擊)&烈日模式(魔力爆發+集束砲擊，StrikerS時期被取消)&穹極模式(集束砲擊)&星煌模式(超越極限強化魔力+遠隔遙控Blaster Bit星煌子機x4)
魔法術式：米德奇魯達式
魔法等級：空戰AAA（無印、A's時期）／空戰S+（StrikerS時期。由於在機動六課任職期間接受能力限定之故，平常能力被限定在AA級）
魔法陣顏色：櫻花色
魔法種類：射擊系、砲擊系、遙控射擊系、廣域攻擊系、防禦系
戰鬥定位：以精準射擊或遠距離、大範圍砲擊為主，靈活運用各種輕、重魔力輸出，甚至能遙控法器行動的射擊與砲擊型空戰魔導師。

## 使用招式
天神靈彈(Divine Shooter) 射程A 威力B 操作性S
台版翻譯做「天神照射」，因為不需要規模較大的魔法陣控制及填充魔力，所以發射速度相當的快，可以進行連射及自動追尾與打穿防禦屏障。
通過對最多12個天神靈彈進行全方位的誘導操作，以彌補自身機動力上的不足，這種意念控制屬於高等的魔法技術。
因爲在與菲特的初期戰鬥中被她的高機動力所壓制，所以奈葉習得了此魔法，以便掌握與菲特對抗的實力。
詠唱文『福音之光輝，降臨於我的手中吧。在指引之下，響徹於天際吧！』
天神靈彈・FP(Divine Shooter Full Power)
天神靈彈的延伸技能。
通過增加魔力消耗，在相同性能下增加了彈數，同時可以一次使用12發。
防禦光輝(Protection)
奈葉最初使用的魔法。
對敵方的攻擊作出反應，産生具有將對方彈開的防禦屏障，尤其對面對物理攻擊時相當有效。
不但發動速度快，防禦範圍較廣，魔力消耗也相對較少，不過防禦力總體而言並不高。
不過，由於奈葉的魔法力量和防禦輸出都高，因此防禦能力並不低。
而因為奈葉將其設定爲自動防禦，所以基本上都由旭日之心自動來發動。
防禦光輝・EX(Protection Extension)
防禦光輝的延伸技能，防禦力及範圍都比原先來的更大。
只出現漫畫版。
廣域防禦(Wide Area Protection)
廣域防禦魔法，相當於防禦光輝的進化型，雖然沒有攻擊力，但可對指定對象實施大範圍的防禦。
在防禦方面比較廣大，既可用在正面集中防禦上，也能防止對手出現至背後攻擊。
雷擊防禦(Lightning Protection)
預防雷擊用的防禦魔法，在抵擋菲特的雷神震怒時由旭日之心自動使用。
只在小說版出現。
瞬間移動(Flash Move)
高速型的移動魔法，在飛行羽翼的上加上魔力來進行加速。
大多用在需要與目標拉開距離或繞到目標背後時。
守護之光(Protection Powered)
由烈日之心發動的高輸出的防護魔法，防禦光輝的進化型。
以防禦為基礎進一步強化，其強度可抵擋曾經打破過防禦及圓形光盾的爆炎鐵槌。
不過随着強度的提升，魔力消耗也相對劇烈，必須依靠魔力彈裝填方可使用。
屏障爆發(Barrier Burst)
守護之光的延伸魔法，在受到敵方攻擊時集中力量來引爆屏障，在給予對手傷害的同時也利用爆炸的氣流和衝擊來拉開與敵方的距離。
對于炮擊型魔導師奈葉來說，這是一種能與對手從短兵相接時瞬間拉開距離，進而保證距離對自己有利的魔法之一。
可通過烈日之心來自我發動。
流星靈彈(Accel Shooter)
烈日之心的新型誘導操作彈，為天神靈彈的進化型，在彈速、數量（最多１６）方面都有所強化。
誘導能力、威力、貫穿力比起天神靈彈為大幅提高，並可用來迎擊對手的攻勢，在中距離戰中為攻防一體的武器，甚至打破貝爾卡式的防禦魔法。
由於同時控制的彈數增加，所以對施術者的負擔也會增大，而且雖然威力強大，但施術者在發射及控制時無法移動。
可經由靈彈加速（Snipe shot）來提升速度。
十字炙火(Cross Fire Shoot)
原先為蒂雅・蘭斯特獨創的絕招，後來被奈葉習得並變化為自己風格的招式。
台版翻譯做「交激織火」。為彈數高密集的彈雨風暴，硬是將目標整個吞沒。
不需使用魔導器就能直接在手上發出。
閃光沖擊(Flash Impact)
在瞬間移動（Flash Move）時，利用壓縮魔力的輔助進行打擊的近距離攻擊魔法。
星塵降臨(Stardust Fall)
物質加速型射擊魔法。對物體施放魔法，作爲子彈進行發射。
面對可以靠AMF消除魔法的拓發者，用以地面的碎石施以魔法進行發射。
只出現漫畫版。
疾速裂破(Short Buster)
天神裂破的延伸技能，奈葉最快速的炮擊型攻擊。
犧牲一定程度的射程距離與威力來縮短魔力彈的填充時間，與星光爆裂＋相反，可以說是一種犧牲部分長處來彌補短處的延伸技。
透過這樣的技能變化，可以在高速移動的同時進行連射。
天神烈破(Divine Buster) 射程AA+ 威力AA 發射速度C
初次登場於為第一季，將龐大的魔力利用旭日之心直接向目標放出，直線型且具強大威力的攻擊魔法。
在高輸出威力下，以純粹的魔力攻擊，同時還具有貫穿堅固屏障的能力。
第一季時只能在射擊模式下使用，而第二部則在烈魄模式下使用。
天神烈破・FP(Divine Buster Full Power)
廣域直射型炮擊魔法，為天神裂破的延伸技能之一。
雖然魔力消耗會大幅增加，但在不降低威力的條件下放射範圍會大大增加。
天神烈破・FB(Divine Buster Full Burst)
天神裂破的延伸技能之一，為擴散式的反應轟炸型炮擊。
僅在小說版中出現。
天神烈破・EX(Divine Buster Extension)
天神裂破的延伸技能之一，如同名稱中Extension(擴張)，其特徵就是將天神裂破的最大射程給強化至最大。能在極遠距離外使進行狙擊，不但能在遠距離攻擊下保持著彈速、精準度和威力，並且澃有天神裂破的屏障貫穿能力。
必須在烈日之心的烈魄模式下才能使用。
在進行狙擊級的遠距離射擊時，由於難以用肉眼對目標進行確認與瞄準，這時候烈日之心會自動做出精密的瞄準。
星光爆裂(Starlight Breaker) 威力S 射程B 發動速度E
集束型炮擊魔法，奈葉的最強攻擊魔法，被奈葉視為天神烈破的變形版本。
通過對自己消耗在大氣中的魔力，加上周圍魔導師所使用過的魔力進行聚集，進而獲得強大的魔力，並將其收集起來後一次性釋放的攻擊魔法。發射時間比天神裂破短。
由於在集束的時候，周圍的魔力會如同像流星般聚集一起，所以有了“星光(Starlight)”這樣的稱呼，其威力之大，基本上使用防禦魔法也難以擋住。
而在魔力集束的過程中，施術者完全無法活動是它唯一的缺點。
詠唱文『賜予罪人毀滅之光，星辰啊！彙集在我手中，化作摧毀萬物之光。』
MOMO親子台在引進A's至台灣撥放時，曾將星光爆裂翻譯成星光迴路遮斷器，引起大量粉絲不滿。
星光爆裂＋(Starlight Breaker Plus)
星光爆裂的改良技能，改變了發射方式，以增加填充時間獲得更高的輸出，其名稱只出現在漫畫中。
原先是奈葉想出，用於改善星光爆裂在魔力填充的時間上過長的缺點，但這項缺點不但更加明顯，破壞力也更上一層樓，提升後的威力也帶來了結界完全破壞的效果。
附加效果-無視結界的強度，一率給予破壞。
在漫畫版第一次使用時不慎失敗，造成奈葉魔力全部流失，花了一天半的休養才完全回復。
星光爆裂ex(Starlight Breaker ex) 威力S+ 射程B 發動速度F
烈日之心在強化模式下發射的巨型炮擊，為星光爆烈的延伸技能，正式名稱在DVD的解說書中首次出現。
在原本星光爆裂使用魔力集束的基礎上，追加使用了一整個彈閘中所有魔力彈的魔力，但蓄力時間只需星光爆裂＋的一半。
雖然是以大規模破壞著稱的大型炮擊，但其威力已遠遠超出了奈葉本人和烈日之心的極限，所以發射後在一定的時間内會無法使用魔法，烈日之心也因為結構的負荷而必須進行維護，使用以後幾乎無法再進行戰鬥行動，可以說是奈葉最後的王牌。
翼風漩裂(Barrel Shot)
作爲凰霞風暴的前期鋪陳，擁有輔助效果的複合式高速炮擊型魔法。
爲了進行瞄準、確保彈道穩定、以及防止發射之後的爆炸和擴散而使用的輔助魔法。
爲避免目標逃脫會發射用來束縛對方，而且爲了保證發射成功還會釋放出沒有殺傷力的物理沖擊波。
該衝擊波一旦命中會同時張開拘束魔法，將目標給固定，以保證能打中目標。
因為需要消耗超出常規炮擊魔法的龐大魔力，因此施術者必須有著相當高度的魔法運用能力和集中力。
凰霞風暴(Excellion Buster)
射程較天神裂破・EX略短，但擁有打穿屏障、擊中時的爆破反應等附加效果，進行中距離射擊時，可對彈道進行幅度較小的控制。
最大威力下的發射稱爲“Forth Buste”，最多可以同時進行4重炮擊。
以通過産生的光球來來填充魔力，先發射４發，随後再將全部的魔力一口氣釋放發射，在使用Forth Buste時魔力彈需要填充4發。
以環狀型的魔法陣在周圍環繞，與天神裂破為非常類似的招式。
凰霞風暴A.C.S (Excellion Buster Accelerate Charge System)
全名為“高速突擊炮-凰霞風暴A.C.S”。
將凰霞風暴與A.C.S并用的發射方式。
原本凰霞風暴為中距離砲擊，當A.C.S展開的時候便成爲了高速突擊型，在頂端形成突擊用的刃後擊破敵人的屏障，在敵方眼前進行零距離的射擊。
因為是幾乎零距離下的爆炸，施術者自身當然也會受到一定程度的傷害，是一種雙面刃的招式。
目前因為還存在著直接命中之後對自身的傷害處理等問題，所以目前來說還是個尚未完成的魔法。

## 其他
高町奈葉是2005年最萌大賽冠軍。